# Simoenta (divinità)
Simoenta (in greco antico: Σιμόεις?, Simóeis) è un personaggio della mitologia greca,

## Mitologia
È una divinità fluviale chiamato Potamoi, legata infatti all'omonimo fiume che scorreva nella Troade. La tradizione lo vuole figlio di Oceano e Teti.
Diede alla luce le figlie Astioche e Ieromnene.